# پیز تری
پیز تری (به لاتین: Piz Terri) یک کوه در سوئیس است که در کانتون گراوبوندن واقع شده‌است. پیز تری ۳٬۱۴۹ متر بالاتر از سطح دریا واقع شده‌است.